# 比拉希 (杜布羅維察區)
51°27′53″N 26°27′8″E / 51.46472°N 26.45222°E
比拉希（烏克蘭語：Білаші），是烏克蘭西北部的村莊，隸屬里夫內州的薩爾內區。該村始建於1620年，面積0.08平方公里，海拔高度160米，2021年人口15，人口密度每平方公里425人。